# Somaliyaay toosoo
Somaliyaay toosoo ("Svegliati Somalia") è stato l'inno nazionale della Somalia dal 2000 al 2012, quando a seguito dell'adozione della nuova Costituzione, è stato sostituito da Qolobaa calankeed.
Composto da Ali Mire Awale nel luglio 1947, venne scelto dal Governo nazionale di transizione per sostituire il vecchio inno senza testo.

## Testo

### Somalo
Soomaaliyeey toosoo
Toosoo isku tiirsada eey
Hadba kiina taagdaraneey
Taageera waligiineey
Idinkaysu tookhaayoo
Idinkaysu taamaayee
Aadamuhu tacliin barayoo
Waddankiisa taamyeeloo

### Inglese
Somalia wake up,
Wake up and lean on each other
Support your country
Support them forever.
Stop fighting each other
Come back with strength and joy and be friends again
It's time to look forward and take command
Defeat your enemies and unite once again.